# Greg Gates
Greg Gates, né le 28 avril 1926 à Montclair (New Jersey) et mort le 9 janvier 2020 à Fredericksburg (Texas), est un rameur d'aviron américain. 

## Carrière
Greg Gates a participé aux Jeux olympiques de 1948 à Londres. Il a remporté la médaille de bronze  en quatre sans barreur, avec Stu Griffing, Fred Kingsbury et Robert Perew.

## Source de la traduction
- (en) Cet article est partiellement ou en totalité issu de l’article de Wikipédia en anglais intitulé « Greg Gates » (voir la liste des auteurs).